# Армяно-болгарские отношения
Армяно-болгарские отношения — двусторонние дипломатические отношения между Арменией и Болгарией.
18 января 1992 года страны установили дипломатические отношения. У Армении есть посольство в Софии, а 19 декабря 1999 года Болгария открыла посольство в Ереване. Обе страны являются полноправными членами Организации Черноморского Экономического Сотрудничества.

## История
Первые армяне в истории Болгарии были упомянуты во время золотого века Первого болгарского царства. Один из самых известных людей в истории Болгарии царь Самуил являлся наполовину армянином. Государственные деятели Болгарии подчёркивают глубокие исторические и культурные связи, симпатию и взаимное уважение, а также общность судьбы. Также государственные деятели Болгарии отмечают тёплые, дружеские отношения и их результативность.
Все три президента Армении совершили официальные визиты в Болгарию, и взаимные визиты также были совершены болгарскими президентами и премьер-министрами. Болгарский прибрежный город Варна является популярным туристическим направлением для граждан Армении.
В 2007 году Синод Болгарской Православной церкви признал события 1915 года геноцидом. В 2015 году Болгария официально признала Геноцид армян.
Между Арменией и Болгарией действует армяно-болгарская межправительственная комиссия по торгово-экономическому и научно-техническому сотрудничеству. Последнее 8-е заседание состоялось 12-13-го марта 2019 года в Ереване. Тогда же проходил армяно-болгарский бизнес форум. Экспорт из Армении в Болгарию упал с 286204 долларов в 2017 году до 215270 долларов в 2019 году. Экспорт из Болгарии в Армению вырос с 40438 долларов до 43771 долларов. Армения экспортирует в основном химикаты, металлолом и сырьё в Болгарию, в то время как Болгария экспортирует, в основном, минералы, переработанные продукты питания, каучук и сырьё в Армению.

## Армянская диаспора в Болгарии
Армяне являются четвёртым по величине меньшинством в Болгарии, насчитывая 6552 гражданина по переписи 2011 года. Национальные герои армянского народа принимали активное участие в освобождении болгарского народа. В настоящее время в Болгарии проживает около 30 000 человек армянского происхождения. Армянская община в Болгарии не только сохранила свою национальную самобытность, но также довольно хорошо и эффективно интегрирована в общество Болгарии, представлена в культурной и научной жизни. Действует ряд общественных организаций диаспоры, а также армянские церкви.